# Cloniocerus albosticticus
Cloniocerus albosticticus là một loài bọ cánh cứng trong họ Cerambycidae.